# Graphiothecium phyllogenum
Graphiothecium phyllogenum är en svampart som först beskrevs av Jean Baptiste Desmazières, och fick sitt nu gällande namn av Pier Andrea Saccardo 1882. Graphiothecium phyllogenum ingår i släktet Graphiothecium, divisionen sporsäcksvampar och riket svampar.   Inga underarter finns listade i Catalogue of Life.